# Alberto Simonelli
Alberto Luigi Simonelli, detto Rolly (Gorlago, 18 giugno 1967), è un arciere italiano.

## Biografia
Dopo un'ischemia midollare manifestatasi nel 1993, per la quale Simonelli è ridotto in sedia a rotelle, comincia a praticare tiro con l'arco, diventando un atleta dell'A.S.D Polisportiva Handicappati Bergamasca; nel 1996 diventa stabilmente un atleta della Nazionale paralimpica italiana e nel 1999 consegue il diploma di Istruttore Federale, potendo così insegnare lo sport ad altre persone portatrici di handicap e normodotati.
Ottiene il primo risultato di rilievo nel 1997, quando vince il titolo europeo individuale a Foligno. L'anno successivo in Inghilterra si aggiudica il titolo mondiale sia individuale che a squadre, quest'ultimo però soltanto ufficioso, in quanto la gara non rientra ancora nei programmi internazionali. Nel 2001 vince l'oro a squadre e l'argento individuale agli Europei di Bredstein nella Repubblica Ceca; nello stesso anno ai Mondiali di Nymburk, sempre nella Repubblica Ceca, conquista l'oro a squadre e l'argento individuale. Quindi ottiene un doppio argento nel 2002 agli Europei di Spala.
Nel 2003 svolge attività limitata, ottiene comunque il record italiano sulla distanza dei 70 metri. Nel 2008, vince la medaglia d'argento ai XIII Giochi paralimpici estivi di Pechino nell'individuale maschile Arco Compound Open. Dopo un sesto posto ottenuto ai XVI Giochi paralimpici estivi di Londra, nel 2012, è di nuovo argento a Rio de Janeiro, ai XV Giochi paralimpici estivi, battuto in finale per un solo punto dallo statunitense Shelby.

## Attrezzatura
- Arco: Mattews Conquest 4  e Elite Archery XRL
- Sgancio: Fletchmatic Rilascio ad Indice
- Frecce: Easton A/C/E 470 e  Easton Cosmic 2312
- Stabilizzatore centrale: S.3  e  Spigarelli Diamond
- Rest: Spot Hogg Infinity
- Alette: GasPro
- Punte: Easton Break off 100
- Cocche: Beiter Super Uni Bushing
- Mirino: Shibuya Sight Carbon 520-9 Ultima CPX Compound
- Diottra: Super Scope Small 1 3/8

## Palmarès
| Anno | Luogo                       | Gara                    | Risultato         |
| ---- | --------------------------- | ----------------------- | ----------------- |
| 1997 | Foligno, Italia             | Campionati europei FISD | Oro               |
| 1998 | Stoke-on-Trent, Regno Unito | Campionati mondiali     | Oro               |
| 2001 | Praga, Rep. Ceca            | Campionati mondiali     | Argento           |
| 2002 | Spala, Polonia              | Campionati europei      | Argento           |
| 2005 | Massa, Italia               | Campionati mondiali     | Argento           |
| 2006 | Nymborg, Rep. Ceca          | Campionati europei      | Oro               |
| 2008 | Pechino, Cina               | Giochi paralimpici      | Argento           |
| 2016 | Rio de Janeiro, Brasile     | Giochi paralimpici      | Argento           |
| 2017 | Città del Messico, Messico  | Campionati mondiali     | Argento a squadre |